# Neopsammodius canoensis
Neopsammodius canoensis är en skalbaggsart som beskrevs av Cartwright 1955. Neopsammodius canoensis ingår i släktet Neopsammodius och familjen Aphodiidae. Inga underarter finns listade i Catalogue of Life.